# Baumann und Clausen
Baumann und Clausen ist eine Radio-Comedy-Serie um die beiden erdachten Bürokraten Hans Werner Baumann und Alfred Clausen. Mit fast 27 Jahren Laufzeit und über 7500 ausgestrahlten Folgen gehört Baumann und Clausen zu den erfolgreichsten Hörfunk-Serien und ist deutschlandweit bei 19 Radiosendern zu hören.

## Entstehung
Ursprünglich wurde die Radio-Comedy im Jahre 1993 von Jens Lehrich und Frank Bremser für Radio Schleswig-Holstein (R.SH) entwickelt. Bremser und Lehrich waren damals als Volontäre bei R.SH beschäftigt. Die Idee einer bürokratischen Comedy entstand durch ihre eigenen Erfahrungen mit Amts-Strukturen und Behörden-Vertretern. Die ersten Folgen liefen noch unter dem Titel „Die Beamten aus dem Ratzhaus“. Da die wenigsten mit dem „Ratzhaus“ etwas anfangen konnten, wurde die Serie bald umbenannt in „Baumann und Clausen“. Die Autoren und Produzenten Lehrich und Bremser sind auch die Sprecher.

## Inhalt
Die Protagonisten sind zwei Bürokraten aus dem fiktiven Örtchen Neddelhastedtfeld. Dieser Ort wird besonders durch seine vielen Kegelgaststätten geprägt, da Oberamtsrat Clausen eine geradezu fanatische Schwäche für diesen Sport hat.
Alfred Clausen (* 26. Mai 1965) sitzt im Bauamt von Neddelhastedtfeld. Ein Lieblingsthema von Alfred, der zu unflätigem Verhalten neigt, ist seine Frau Ella. Er liebt ihre Kochkünste und hier vor allem den Hackbraten mit brauner Soße, über den es mittlerweile im Rahmen der Theatershow „Im Himmel ist der Teufel los“ auch ein eigenes Lied gibt. An ihrem Aussehen und ihrer Figur lässt er allerdings kein gutes Haar, er bezeichnet sie gern als sein „besseres Dreiviertel“. Alfred ist ein Macho und sieht es auch als selbstverständlich an, dass seine Frau für den Haushalt zuständig ist, die Hofeinfahrt asphaltiert und den gemeinsamen Sohn Timmy erzieht.
Hans Werner (HaWe) Baumann (* 12. April 1970) arbeitet im Passamt und übt seinen Beruf als Beamter stets zur vollkommenen Zufriedenheit seines Vorgesetzten aus. Er ist harmoniesüchtig und daher auch in der Lage, mit Alfred befreundet zu sein. Zu seiner Frau Gertrud pflegt er ein liebevolles Verhältnis. Sie haben einen gemeinsamen Sohn namens Uli-Emmanuel.
Per Telefon tauschen sich die beiden Bürokraten über die Probleme in ihrem Arbeitsalltag aus.
Jede Folge von Baumann & Clausen beginnt mit HaWes Frage: „Morgens Alfred, na wie iss?“ und endet mit seinem Vorschlag: „Käffchen?“, woraufhin Alfred antwortet: „Bingo!“

## Radiosender und Sendezeit
- Antenne Münster
- Antenne Niedersachsen (2007–2019)
- Antenne MV (Mecklenburg-Vorpommern) (1996–2017)
- Antenne Unna (NRW)
- BB RADIO (Berlin-Brandenburg)
- LandesWelle Thüringen
- Radio Bonn/Rhein-Sieg (NRW)
- Radio PSR (Sachsen)
- Radio RSG (NRW)
- Radio Salü (Saarland)
- Radio SAW (Sachsen-Anhalt)
- Radio Schleswig-Holstein (R.SH)
- Radio WAF (NRW)
- Radio Kiepenkerl (NRW)
- Radio Hochstift (NRW)
- Radio Westfalica (NRW)
- Radio Herford (NRW)
- Radio Bielefeld (NRW)
- Radio Lippe (NRW)
- Radio 91.2 (NRW)
- Radio Gütersloh (NRW)
- Radio Vest (NRW)
- Ostseewelle Hit-Radio (Mecklenburg-Vorpommern)
- radio ffn (NDS)

Die aktuelle Folge des Tages wird auf der Baumann und Clausen-Website angeboten. Dort kann man die Serie ebenso als Podcast bekommen.

## Theatershow-Programme
Seit 2004 gehen Jens Lehrich und Frank Bremser regelmäßig als Baumann & Clausen mit verschiedenen Theaterprogrammen deutschlandweit auf Tournee. Mit ihren rund 1300 Gastspielen haben Lehrich und Bremser mit 9 unterschiedlichen Bühnenprogrammen vor ca. 650.000 Zuschauern gespielt. Sie treten dort nicht nur als Schauspieler auf, sondern schreiben die Stücke auch selbst.

## Veröffentlichungen
- Baumann & Clausen – Die Beamtencomedy (CD, 1994)
- Das Letzte von Baumann & Clausen (Die CD ist exklusiv bei Radio SAW erschienen, 1994)
- Baumann & Clausen – Das Leben nach dem Amt, Comic Taschenbuch
- Baumann & Clausen – Die 2. (CD, 1995)
- Baumann & Clausen – Bitte nicht stören! (CD, 1998)
- Baumann & Clausen – Die letzte 99, die erste 2000 (CD, 2000)
- Baumann & Clausen – Das Schlaraffenamt (CD, 2001)
- Baumann & Clausen – Was du heute kannst besorgen, das verschiebe gleich auf morgen (Live-CD, 2005)
- Clausens kleiner Klugscheißer (CD, 2006)
- Das große Baumann & Clausen-Buch (2007)
- Baumann & Clausen – Feierabend-Live (CD, 2008)
- Baumann & Clausen – Meister-Walzer (CD, 2008)
- Baumann & Clausen – Der Tote aus dem Aktenschrank – Live aus dem Hamburger Schmidts Tivoli (CD, 2009)
- Baumann & Clausen – Die Wende in 90 Minuten (DVD, 2010)
- Baumann & Clausen – Das Käffchenwerk Vol. 1 (CD, 2011)
- Baumann & Clausen – Im Himmel ist der Teufel los (DVD, 2012)
- Baumann & Clausen – Alfred allein Zuhaus (Hörspiel auf CD, 2013)
- Baumann & Clausen – Alfred allein zuhaus – Live aus der TriBühne Norderstedt (DVD, 2014)
- Baumann & Clausen – Die Rathaus-Amigos (CD, 2015)
- Baumann & Clausen – Die Rathaus-Amigos (DVD, 2016)

## Auszeichnungen
2012 erhielt das Duo den Faustorden des Handwerker Carnevalsverein Weimar
2013 waren Baumann & Clausen nominiert für den Deutschen Radiopreis.

## Trivia
Der damalige Ministerpräsident von Schleswig-Holstein, Torsten Albig, sagte 2013 über die Sendung: „Es ist das Verdienst von Baumann & Clausen, dass wir heute bürgerfreundlichere Behörden haben, denn Sie haben uns den Spiegel vorgehalten.“